# Ağa Yusuf Pasza
Ağa Yusuf Pasza (zm. 1712) – turecki polityk i wojskowy żyjący na przełomie XVII i XVIII wieku.
Karierę rozpoczął jako aga janczarów. Brał udział w walach w czasie kampanii pruckiej.  W okresie od 20 listopada 1711 do 11 listopada 1712 pełnił funkcję wielkiego wezyra Imperium Osmańskiego. W trakcie sprawowania przez niego urzędu na dworze sułtana Ahmeda III w roli przedstawiciela Karola XII działał Stanisław Poniatowski. Sytuował sie nieprzychylnie do polityki proszewdzkiej, czego wyrazem miało być wyrażenie względem Poniatowskiego: 
„Giaurze, znam wszystkie twoje dawniejsze intrygi i powiadam ci, że za pierwszą nową kabałę, jaką odkryję, każę ci przywiązać kamień do szyi i wrzucić do Bosforu”.
Prowadził politykę spolegliwą wobec niewypełniania przez Rosję zapisów traktatu pruckiego. W kwietniu 1712 roku Ağa Yusuf miał dać się przekupić Rosjanom by mogli oni zawrzeć z Turcją pokój kończący wojnę rosyjsko-turecką.  Jako zwolennik polityki prorosyjskiej, po wznowieniu walk z Rosją w 1712 został zdymisjonowany z urzędu wielkiego wezyra. Tego samego roku po zesłaniu na Rodos, został stracony. 